# جایزه بفتای بهترین فیلم غیر انگلیسی‌زبان
جایزه بفتای بهترین فیلم غیر انگلیسی‌زبان (انگلیسی: BAFTA Award for Best Film Not in the English Language) هر ساله توسط آکادمی هنرهای فیلم و تلویزیون بریتانیا اهدا می‌شود. این جایزه برای اولین‌ بار در سی و ششمین دوره جوایز بفتا با قدردانی از فیلم‌های سال ۱۹۸۲ اهدا شد.